# Torpsbruk
Torpsbruk est une localité de Suède dans la commune d'Alvesta située dans le comté de Kronoberg.
Sa population était de 377 habitants en 2019.